# Gedeon Waja
Gedeon Jan Waja (ur. 8 listopada 1928 w Lublińcu, zm. 3 grudnia 2020 w Imielinie) – polski piłkarz, mistrz Polski w barwach Cracovii w sezonie 1948.
Ukończył stomatologię na Śląskiej Akademii Medycznej w 1952 roku, ale studia medyczne rozpoczynał w Krakowie. W tym okresie (przełom 1947 i 1948) był piłkarzem Cracovii i zagrał jeden mecz w rywalizacji o mistrzostwo Polski (na wyjeździe z Rymerem Rybnik), dzięki czemu zdobył także tytuł mistrzowski. Grał na pozycji napastnika, uchodził za jednego z najniższych ligowców Cracovii w historii (162 cm wzrostu). Karierę zawodniczą rozpoczynał w okresie II wojny światowej w drużynie juniorów 1. FC Katowice. Po okupacji wojennej grał w RKS 20 Bogucice, Pogoni Katowice, Cracovii, Baildonie Katowice i studenckim AZS Rokitnica.